# Myosotis secunda
Myosotis secunda é uma espécie de planta com flor pertencente à família Boraginaceae. 
A autoridade científica da espécie é Al.Murray, tendo sido publicada em North. Fl. 115. 1836.
Os seus nomes comuns são não-me-esqueças ou orelha-de-rato.

## Portugal
Trata-se de uma espécie presente no território português, nomeadamente em Portugal Continental e no Arquipélago da Madeira.
Em termos de naturalidade é nativa das duas regiões atrás indicadas.

## Protecção
Não se encontra protegida por legislação portuguesa ou da Comunidade Europeia.